# José Laterza Parodi
José Laterza Parodi (Asunción, Paraguay, 9 de febrero de 1915 - 23 de junio de 1981) fue un pintor y escultor paraguayo, hijo de Francisco Laterza y María del Rosario Parodi, inmigrantes italianos.

## Primeros pasos
Estudió diseño y acuarela con el arquitecto Roger Ayala. Realizó su primera exposición de acuarelas en el Centro Cultural Paraguayo Americano, institución donde tuvo ocasión de asistir a un curso de cerámica dictado por la polifacética intelectual hispano-paraguaya Josefina Plá. 
A partir de entonces, esta antiquísima rama de las artes visuales absorberá por completo sus esfuerzos creativos, hasta llevarlo a ser uno de los más importantes ceramistas en la historia del Paraguay y desde la cerámica, a la escultura, estructurada sobre innovadores moldes. 
A propósito, escribe la misma Josefina Plá: “En cerámica siguió la escuela de Julián de la Herrería... Poseía una fina intuición que iba desde el manejo de los recursos técnicos a los puramente estéticos: fantasías, sentido del color, gracia decorativa... Se ha volcado hacia la escultura, de la cual había dado ya anticipos notables en su cerámica. Sus motivos son sistemáticamente abstractos y la materia de elección la madera... Laterza Parodi representa dignamente la escultura moderna en el Paraguay. Su obra en madera, que reconoce la indudable experiencia previa con la cerámica, se mantiene durante bastante tiempo dentro de límites donde la patente abstractización permite todavía aflorar rasgos figurativos. Sus últimas obras son de un abstracto de sugestión metamórfica, pero en todas ellas hay una fuerte presencia telúrica...”

## Su trayectoria
Formó parte del celebérrimo grupo “Arte Nuevo”, el renovador de las Artes Plásticas del Paraguay, a partir de su primera exposición colectiva, la del 24 de julio de 1954, junto a Josefina Plá, Olga Blinder, Edith Jiménez, Lilí del Mónico, Ruth Fischer, Joel Filártiga y Mariano Grotovsky. 
Además de sus múltiples exposiciones en su país, participó de numerosos certámenes internacionales en Buenos Aires, Montevideo, São Paulo, Río de Janeiro, Barcelona y Washington. Obtuvo premios, reconocimientos y galardones en importantes eventos tales como las Bienales IV y VIII de Sao Paulo. Sus obras se encuentran en el Museo Nacional de Cerámica de España, en el Instituto Smithsoniano de Washington y en el Museo de Arte Moderno de Sao Paulo.
Casado con Fabiana Torales, falleció en Asunción el 23 de junio de 1981.